# Rune
Rune — відеогра жанру бойовика від третьої особи, розроблена американською компанією Human Head Studios. Вийшла в кінці 2000 року. Гра заснована на скандинавській міфології: показує конфлікт між богами Одіном і Локі, який веде до раґнарока, кінця світу. Заснована на рушієві Unreal Engine, гра дозволяє відтворювати багатогранний ігровий світ.

## Ігровий процес
Гравець керує молодим воїном-вікінгом під ім'ям Раґнар. В загальних рисах сюжет гри заснований на мотивах давньоскандинавських міфів. Ворогами Раґнара є: риби-людожери, гобліни, зомбі, гноми та інші міфічні істоти. Як і в більшості схожих ігор з проходженням гри зброя вдосконалюється.